# BWRX-300
Le BWRX-300 est un petit réacteur nucléaire modulaire abrégé PRM ou SMR (Small Modular Reactor) d'une puissance de 300 MWe, et développé par GE Hitashi Nuclear Energy (GEH). Il s'agit d'un réacteur à eau bouillante dérivé du réacteur de forte puissance ESBWR également développé par GEH.
Fin 2024, débutent les pré-travaux du premier BWRX-300 dans la centrale nucléaire de Darlington au Canada. Plusieurs projets sont en cours de développement au Canada, en Estonie, en Suède, en Finlande, aux États-Unis ou encore en Pologne.

## Historique
Le Département de l'Énergie des États-Unis (DOE) accorde en 2018 à GEH une subvention de 1,9 milliard de dollars pour effectuer des recherches sur les moyens de construire efficacement et de manière compétitive le BWRX-300. L'équipe de recherche comprend Bechtel, Exelon, GEH et le Massachusetts Institute of Technology (MIT). En 2020, il s'agit encore du seul PMR en cours de développement appartenant à la filière des réacteurs à eau bouillante.

## Caractéristiques
Le BWRX-300 est une évolution de faible puissance d'une conception antérieure de GE Hitachi, le réacteur à eau bouillante ESBWR.
Comme la plupart des réacteurs à eau bouillante, le BWRX-300 à un circuit primaire à basse pression pour évacuer la chaleur du cœur du réacteur où se produit la fission nucléaire. Une caractéristique distincte du BWRX-300 est une circulation de l'eau dans le cœur du réacteur par convection naturelle ; là ou la plupart des réacteurs nucléaires ont une circulation active de l'eau à l'aide de groupes motopompes électriques. Ce système présente des avantages à la fois en termes de simplicité et d'économie.
Le combustible nucléaire prévu est de l'uranium faiblement enrichi à 3,81% en moyenne, et jusqu'à 4,95% au maximum. La durée d'un cycle avant le prochain rechargement est de 12 à 24 mois.
La durée de construction est estimée entre 24 et 36 mois, avec utilisation de techniques de construction modulaire. L'îlot nucléaire d'un réacteur BWRX-300 occupe une surface équivalente à un terrain de football.

### Sûreté
Ce réacteur serait refroidi par la circulation naturelle de l'eau, ce qui le distinguerait de la plupart des centrales nucléaires qui nécessitent un refroidissement actif avec des pompes électriques. Le BWRX-300 serait doté d'une sécurité passive, en ce sens qu'aucune alimentation externe ni action de l'opérateur ne serait nécessaire pour maintenir un état sûr, même dans des circonstances extrêmes[réf. souhaitée].
Immédiatement après l'arrêt d'un réacteur nucléaire, près de 7% de sa puissance de fonctionnement précédente continue d'être générée, à partir de la désintégration des produits de fission à courte demi-vie. Dans les réacteurs conventionnels, en situation de perte des pompes normales de circulation l'élimination passive de cette chaleur de désintégration est dépendante de circuits de secours[réf. nécessaire].

## Sites envisagés
| Pays       | Site                                                    | Nombre d'unité envisagée | Puissance totale  | Statut             | Référence |
| ---------- | ------------------------------------------------------- | ------------------------ | ----------------- | ------------------ | --------- |
| Canada     | Centrale nucléaire de Darlington                        | 1                        | 300 MWe           | Pré-travaux        | ,         |
| Canada     | Centrale nucléaire de Darlington                        | 2                        | 300 MWe           | En projet          | ,         |
| Canada     | Centrale nucléaire de Darlington                        | 3                        | 300 MWe           | En projet          | ,         |
| Canada     | Centrale nucléaire de Darlington                        | 4                        | 300 MWe           | En projet          | ,         |
| Canada     | Saskatchewan                                            |                          |                   | En projet          | [ 7 ]     |
| Estonie    | Kunda (comté de Viru-Nigula), ou Aa (comté de Lüganuse) | 2                        | 600 MWe           | En projet          | [ 8 ]     |
| Estonie    |                                                         | + 2                      | 600 MWe           | En projet          | ,         |
| États-Unis | Clinch River (état du Tennessee)                        | 1                        | 300 MWe           | En projet          | ,         |
| Pologne    | Dąbrowa Górnicza                                        | 4                        | 1 200 MWe         | En projet          | [ 14 ]    |
| Pologne    | Nowa Huta                                               | 4                        | 1 200 MWe         | En projet          | [ 14 ]    |
| Pologne    | Ostrołęka                                               | 4                        | 1 200 MWe         | En projet          | [ 14 ]    |
| Pologne    | Stawy Monowskie                                         | 4                        | 1 200 MWe         | En projet          | [ 14 ]    |
| Pologne    | Tarnobrzeg-Stalowa-Wola                                 | 4                        | 1 200 MWe         | En projet          | [ 14 ]    |
| Pologne    | Włocławek                                               | 4                        | 1 200 MWe         | En projet          | [ 14 ]    |
| Suède      | Valdemarsvik                                            | 4 à 6                    | 1 200 à 1 800 MWe | En projet          | [ 15 ]    |
| Hongrie    | non spécifié                                            | jusq'au 10               | jusq'au 3 000 MWe | Lettre d'intention | [ 16 ]    |

### Canada
Le 1er décembre 2021, Ontario Power Generation (OPG) sélectionne le BWRX-300 pour l'extension de sa centrale nucléaire de Darlington où sont déjà exploité quatre réacteurs CANDU. En octobre 2022, OPG demande un permis de construction pour le réacteur. La société prévoit de prendre une décision de construction d'ici la fin 2024 et fixe une date de mise en service pour 2028. Le début des pré-travaux de la première unité commencent au premier semestre 2024, avec un objectif de début de construction pour 2025.
Le 27 juin 2022, la Saskatchewan Power Corporation sélectionne le BWRX-300 pour un déploiement potentiel en Saskatchewan au milieu des années 2030. 

### Estonie
En février 2023, l'entreprise Fermi Energia (formée par des professionnels de l'énergie et du nucléaire estoniens) annonce sélectionner le BWRX-300 pour le développement potentiel de SMR en Estonie à l'horizon 2030. Quatre réacteurs pourraient être construit pour un total de 1 200 MWe.
Fermi Energia dépose en janvier 2025 auprès du ministère des affaires économiques et des communications estonien, une demande de débuter l'aménagement du territoire (dans la région de Virumaa au nord-est de l'Estonie) pour une centrale nucléaire de 600 MWe (soit deux BWRX-300). La phase de pré-sélection du site durera de 2025 à 2027, principalement entre les villages de Kunda dans le comté de Viru-Nigula, et celui de Aa dans le comté de Lüganuse. Les études de sites plus détaillées auront lieu de 2027 à 2029 après sélection du site.
L'objectif est de déposer un permis de construction en 2029 pour un début des travaux en 2031, et un premier réacteur opérationnel à l'horizon 2035.

### États-Unis
La Tennessee Valley Authority (TVA) obtient en 2019 un permis de construire anticipé de la part de la Commission de réglementation nucléaire des États-Unis pour la construction d'un SMR dans le Tennessee, sur un nouveau site nommée centrale nucléaire de Clinch River. Aucun modèle de PMR n'est alors défini. TVA s'associe en 2022 à GE Hitachi pour l'obtention d'un permis de construire et exploiter un réacteur BWRX-300 sur ce site.
En janvier 2025, TVA nomme des co-entrepreneurs dans le projet avec GE Hitachi, Bechtel et Sargent & Lundy. TVA et Bechtel ont déjà travaillés en commun dans le domaine du nucléaire pour la complétion du réacteur no 2 de la centrale nucléaire de Watts Bar de 2007 à 2016.
Le projet est en phase de validation de l'estimation du planning et des coûts, estimés à 1 à 2 ans par ses différents acteurs. TVA a jusqu'alors investi 350 millions de dollars dans le projet. Le groupement demande auprès du Département de l'Énergie des États-Unis un financement de 800 millions de dollars en soutien du projet. Selon le PDG de TVA, cela permettrait d'accélérer le développement de 2 ans. L'objectif est une mise en service à l'horizon 2033.

### Pologne
GE Hitachi, BWXT Canada et Synthos Green Energy (SGE) signent en décembre 2021 une lettre d'intention pour le déploiement de BWRX-300 en Pologne à l'horizon 2030,.
Début avril 2023, Orlen Synthos Green Energy - OSGE (coentreprise entre Orlen et le producteur de produits chimiques Synthos Green Energy) annonce la pré-sélection de sept sites pour le déploiement de BWRX-300 : Ostrołęka, Włocławek, Stawy Monowskie, Dąbrowa Górnicza, Nowa Huta, la zone économique spéciale de Tarnobrzeg-Stalowa-Wola, et Varsovie. Le même mois, le site de Varsovie n'est plus retenu pour la demande de décision de principe auprès du Ministère du Climat polonais. En mai 2023, l'Agence nationale de l'énergie atomique, l'autorité dé sûreté polonaise, émet un avis général positif sur le BWRX-300 et atteste de sa conformité avec les normes de sûreté polonaises. 
En juin 2023, le directeur général de la protection de l'environnement entame la procédure de délivrance de la décision environnementale pour la construction de BWRX-300 à Stawy Monowskie, puis en août pour celle de Włocławek, et début septembre pour Ostrołęka.
En décembre 2023, le gouvernement accorde une décision de principe pour la construction d'un maximum de 24 réacteurs BWRX-300 sur ces six sites (soit un maximum de 7 200 MWe).

### Suède et Finlande
Le 14 mars 2022, Kärnfull Next signe un protocole d'accord avec GEH pour déployer le BWRX-300 en Suède. Le site de Valdemarsvik dans le sud-ouest de la Suède est sélectionné en juin 2024 par Kärnfull Next pour le déploiement de quatre à six unités BWRX-300, soit une puissance totale de 1 200 à 1 800 MWe. Le site déjà identifié dans les années 1970 pour l'implantation de réacteurs nucléaires, se situera à proximité d'industriels électro-intensifs à l'horizon 2030.
Fortum (exploitant de centrales nucléaires finlandaises et suédoises) retient en mars 2025 le BWRX-300 pour une potentielle implantation en Finlande et en Suède. Un accord de coopération est signé avec GEH en juillet 2025.

## Sources et références
1. ↑  « GEH receives federal funds for BWRX-300 development : New Nuclear - World Nuclear News », sur www.world-nuclear-news.org (consulté le 26 juin 2024)
2. ↑  (en) « First U.S. Small Modular Boiling Water Reactor Under Development », sur Energy.gov (consulté le 25 janvier 2025)
3. 1 2 3 4  (en) « BWRX-300 Small Modular Reactor | GE Hitachi Nuclear », sur gevernova-nuclear (consulté le 26 juin 2024)
4. ↑  « Fresh progress for Poland's Orlen Synthos SMR project : New Nuclear - World Nuclear News », sur world-nuclear-news.org (consulté le 26 juin 2024)
5. 1 2  « OPG advances clean energy generation project », 2 décembre 2021 (consulté le 6 février 2022).
6. 1 2  « Ontario minister marks completion of first phase of SMR preparations : Corporate - World Nuclear News », sur www.world-nuclear-news.org (consulté le 26 juin 2024)
7. 1 2  « SaskPower Selects the GE-Hitachi BWRX-300 Small Modular Reactor Technology for Potential Deployment in Saskatchewan », www.saskpower.com (consulté le 27 juin 2022)
8. 1 2 3  (en) « Fermi Energia kicks off SMR site selection process », sur World Nuclear News (consulté le 20 janvier 2025)
9. 1 2  « Estonian parliament begins preparations for nuclear power programme : Nuclear Policies - World Nuclear News », sur www.world-nuclear-news.org (consulté le 26 juin 2024)
10. 1 2  « Estonian nuclear report submitted to government for decision : New Nuclear - World Nuclear News », sur www.world-nuclear-news.org (consulté le 26 juin 2024)
11. 1 2  (en) « US Department of Energy backs proposed SMR regulation », sur World Nuclear News (consulté le 25 janvier 2025)
12. 1 2  (en) « TVA, GEH cooperate on BWRX-300 deployment at Clinch River », sur World Nuclear News (consulté le 25 janvier 2025)
13. 1 2 3  (en) « TVA names contractors for Clinch River SMR project », sur World Nuclear News (consulté le 25 janvier 2025)
14. 1 2 3  « Nuclear Power in Poland - World Nuclear Association », sur world-nuclear.org (consulté le 26 juin 2024)
15. 1 2  « SMR power plant planned for Swedish site : New Nuclear - World Nuclear News », sur www.world-nuclear-news.org (consulté le 26 juin 2024)
16. ↑  (en-US) U. S. Embassy Budapest, « Small Modular Reactor Deployments in Hungary », sur U.S. Embassy in Hungary, 31 juillet 2025 (consulté le 31 juillet 2025)
17. ↑  « OPG applies for construction licence for Darlington SMR : New Nuclear - World Nuclear News », sur www.world-nuclear-news.org (consulté le 23 novembre 2022).
18. ↑  « Darlington New Nuclear Project reaches early milestone : New Nuclear - World Nuclear News », sur www.world-nuclear-news.org (consulté le 26 juin 2024)
19. ↑  « Two Polish companies apply for regulator’s opinion on SMR technology assessment - Nuclear Engineering International », www.neimagazine.com (consulté le 21 juillet 2022).
20. 1 2 3  « OSGE seeks approval for SMRs at six Polish locations : New Nuclear - World Nuclear News », sur world-nuclear-news.org (consulté le 26 juin 2024)
21. ↑  « BWRX-300 meets Polish safety requirements, says regulator : Regulation & Safety - World Nuclear News », sur www.world-nuclear-news.org (consulté le 26 juin 2024)
22. ↑  « Kärnfull teams up with GEH for SMR deployment : New Nuclear - World Nuclear News », www.world-nuclear-news.org (consulté le 25 mars 2022).
23. ↑  (en) « Fortum continues preparations for nuclear new-build », sur World Nuclear News (consulté le 19 juillet 2025)
24. ↑  (en) « Early works agreement for BWRX-300 SMRs in Finland and Sweden », sur World Nuclear News (consulté le 19 juillet 2025)